# Макмэн, Джесс
Родерик Джеймс «Джесс» Макмэн-старший (англ. Roderick James "Jess" McMahon Sr., 26 мая 1882, Манхэттен, Нью-Йорк — 22 ноября 1954, Уилкс-Барре, Пенсильвания) — ирландско-американский промоутер рестлинга и бокса, патриарх семьи Макмэн. Доподлинно неизвестно, он или его сын Винсент Джей. Макмэн был основателем Capitol Wrestling Corporation. Хотя некоторые источники утверждают, что это был его сын, другие источники упоминают его как основателя компании. С 1982 года компанией, известной сегодня как WWE, руководит его внук, Винс Макмэн.

## Ранняя жизнь
Родерик Джеймс Макмэн родился 29 октября 1882 года в Куинсе, Нью-Йорк, в семье владельца гостиницы Родерика Макмэн (1846—1922) и Элизабет Макмэн (1848—1911) из графства Голуэй. Его родители недавно переехали из Ирландии в Нью-Йорк. Он и его братья и сестры (Лауретта (род. 1876), Катарина (род. 1878) и Эдвард (род. 1880)) посещали Манхэттенский колледж. Макмэн окончил его с дипломом коммерсанта в возрасте 17 лет. Братья Макмэн проявляли больший интерес к спорту, чем к банковской карьере.

## Карьера
К 1909 году братья Макмэн были управляющими партнерами Олимпийского атлетического клуба и букерами Атлетических клубов Эмпайр и Сент-Николс, расположенных в Гарлеме. Из-за потери общественного интереса к боксу, в 1911 году Макмэны расширили свой бизнес, основав «Нью-Йорк Линкольн Джайнтс», чернокожую бейсбольную команду, которая играла на Олимпийском поле в Гарлеме. С командой, в которую входили пять лучших чернокожих игроков страны (которых Макмэны набрали из команд Чикаго и Филадельфии), «Линкольн Джайнтс» в течение трех сезонов доминировала над черными и белыми соперниками. В 1914 году финансовые трудности вынудили их продать команду; однако они сохранили контракты многих игроков и ещё три года управляли другой командой, «Линкольн Старз», используя в качестве домашнего поля «Ленокс Овал» на 145-й улице. Гастролируя с командой, Макмэн и его брат в 1915 году отправились в Гавану, Куба, где они выступили промоутерами 45-раундового боя между Джессом Уиллардом и тогдашним чемпионом Джеком Джонсоном.
В 1930-х годах Макмэны управляли казино Содружества на Восточной 135-й улице в Гарлеме. Основным развлечением был бокс. Макмэны заказывали черных бойцов, чтобы удовлетворить растущее чёрное население Гарлема; бои между черными и белыми собирали самые большие расово смешанные толпы. В 1922 году они создали чернокожую профессиональную баскетбольную команду «Большая пятерка Содружества», чтобы попытаться привлечь посетителей в казино. В течение двух лет команда побеждала черных и белых соперников, включая другую чёрную профессиональную команду Гарлема — «Ренс». Спортивные журналисты считали «Большую пятерку» лучшей чёрной командой в стране, хотя они не смогли победить доминирующую белую команду того времени «Ориджинал Селтикс». Несмотря на свой успех, «Большая пятерка» не привлекала больших зрителей, и Макмэны закрыли команду после сезона 1923/1924 годов, оставив «Ренс» доминирующей чёрной командой 1920-х и 1930-х годов.
После 1915 года Джесс обосновался на Лонг-Айленде, где он стал первым Макмэном, продвигавшим рестлинг на муниципальном стадионе Фрипорта. Борьба за рестлинг привела Макмэна к союзу с другой независимой фракцией, возглавляемой Карлосом Луисом Энрикесом. Вместе они заказали билеты на спортивные стадионы Кони-Айленда и Бруклина, причем Карлос был главным любимцем фанатов. Образование «Треста» достаточно успокоило территорию Нью-Йорка, чтобы Макмэн смог получить доступ к большему числу рестлеров. Среди них были Джим Браунинг, Ганс Кампфер, Майк Романо и Эверетт Маршалл. К 1937 году популярность рестлинга пошла на убыль. Однако, в то время как большинство букеров покинули город в поисках более свежей работы, Джесс остался надолго. Его связи позволяли ему свободно обмениваться рестлерами с промоутерами в Пенсильвании, Нью-Джерси, Мэриленде и Коннектикуте.
22 ноября 1954 года в результате кровоизлияния в мозг Джесс умер в больнице в Уилкс-Барре, Пенсильвания. После его смерти второй сын, Винсент, взял на себя управление бизнесом, создав в итоге промоушен World Wide Wrestling Federation, известный сегодня как WWE.